# Базальтівська дача (заповідне урочище)
База́льтівська Да́ча — заповідне урочище (лісове) в Україні. Розташоване в межах Костопільського району Рівненської області, на захід від села Базальтове. 
Площа 19,2 га. Статус надано згідно з рішенням Рівненського облвиконкому від 22.11.1983 року № 343 (зміни згідно з рішенням облвиконкому від 18.06.1991 року № 98). Перебуває у віданні ДП «Костопільський лісгосп» (Базальтівське л-во, кв. 2, вид. 39, 40). 
Статус надано з метою збереження частини лісового масиву з перевагою цінних дубово-грабових насаджень природного походження.